# FDC

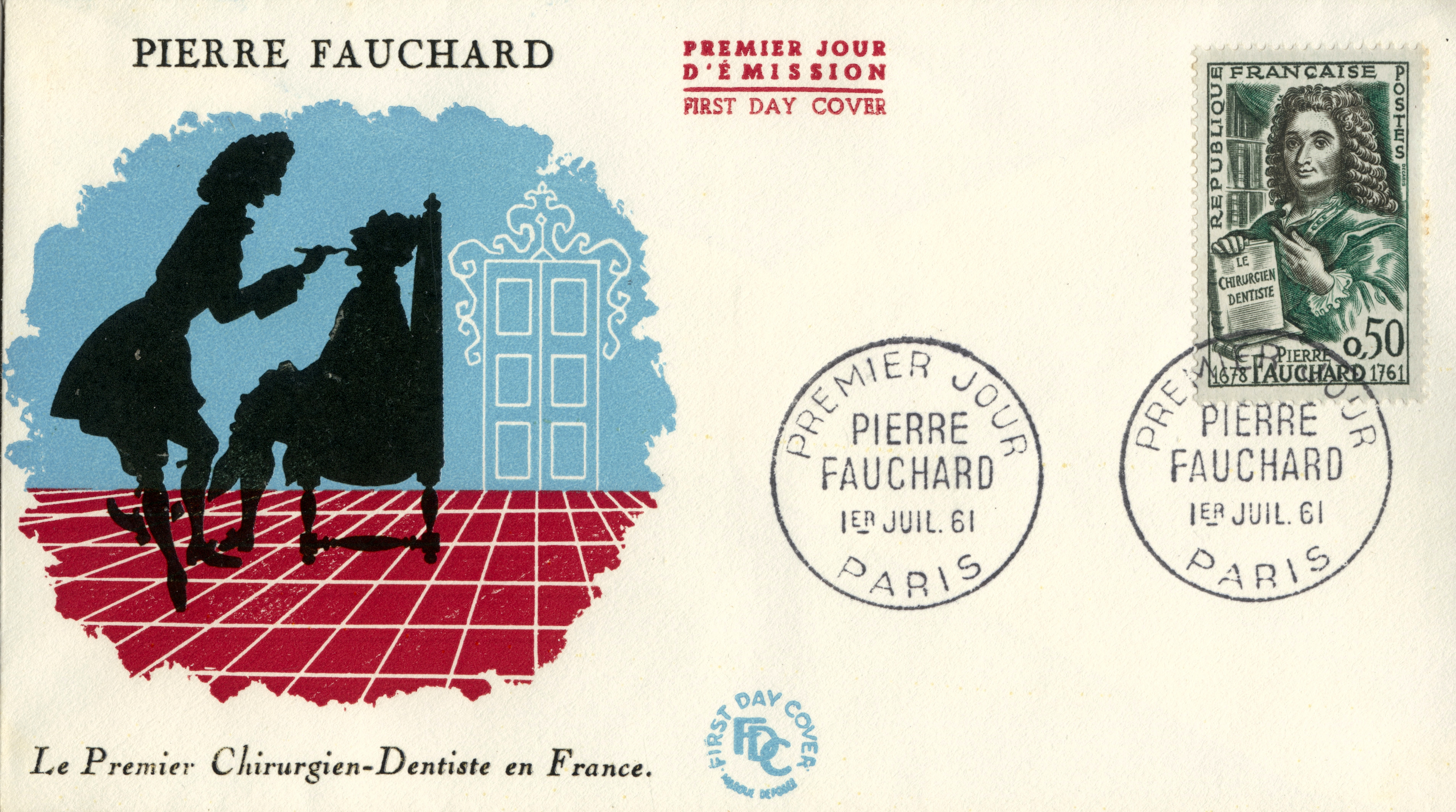
FDC Poczty Francuskiej – Pierre Fauchard • Pierwszy francuski chirurg stomatolog, 1961

FDC (ang. first day cover, FDC) – koperta z naklejonym znaczkiem pocztowym, ostemplowana (zazwyczaj stemplem okolicznościowym) w pierwszy dzień obiegu znaczka. Koperta i stempel mają zazwyczaj napisy nawiązujące do pierwszego dnia obiegu znaczka.

## Historia

### W Polsce
W Polsce, jako stałe wydawnictwo, FDC pojawiły się w roku 1950.
Od grudnia 1950 roku do listopada 1956 stosowano na kopertach FDC datownik "Pierwszy Dzień Obiegu Znaczka, Premier jour, Первый день" o wymiarze 31x21 mm.  
Od końca 1954 roku pojawił się na kopertach FDC po raz pierwszy, odcisk stempelka pocztowego, przedstawiającego rysunek posłańca pocztowego (konno, trzymającego w dłoni trąbkę pocztową) i napis u góry "PIERWSZY DZIEŃ" o wymiarze: 31,5 mm x 24 mm. Stempelek był używany do lutego 1957 roku.
Od 1954 roku zaczęto wydawać koperty FDC z odpowiednim rysunkiem, po lewej stronie, nawiązującym tematycznie do umieszczonego na nim znaczka. Także od tego roku (16 października nr. S-092) stosowany jest dla całego nakładu indywidualny okolicznościowy datownik odpowiadający tematowi znaczka (z małymi wyjątkami).
Od koperty S-134 w rok 1957 pojawił się na nich napis "Pierwszy Dzień Obiegu - F.D.C.", a w 1963 roku od S-274 dodano także do koperty napis "P.P.F. Ruch" – w latach 1954–1972 koperty FDC wydawane były w Polsce przez Państwowe Przedsiębiorstwo Filatelistyczne PPF "Ruch".
Filatelistyczna wartość FDC wzrasta, gdy koperta była użyta w prawdziwym obiegu pocztowym. Początkowo polskie koperty FDC miały rozmiar 155×102 mm, obecnie 160×116 mm.